# 大江乡
大江乡，是中华人民共和国湖南省永州市祁阳市曾下辖的一个乡。
2013年3月，湖南省人民政府批准以大江林场辖区，设立大江乡，乡政府驻地在大江。2015年，祁阳县撤并小微乡镇，大江乡并入肖家村镇。原因是大江乡人口过少，仅六千余人。获得湖南省人民政府的批准后，11月24日，永州市人民政府下发永政函〔2015〕216号文件。将大江乡的十个建制村并入肖家村镇，设立肖家镇。两个建制村并入大忠桥镇。

## 行政区划
2013年时，大江乡下辖原大江林场管辖的大江边、郑家冲、绘家冲、长冲、黄沙等5个国有工区及代管的12个建制村
2015年时，下辖12个行政村：九渡村、瓦屋村、大院村、塘岭村、彭家湾村、唐家冲村、赵家棚村、百岭村、黄沙村、白竹村、青石村、龙凼村。